# 第百八十六号海防艦
第百八十六号海防艦（だいひゃくはちじゅうろくごうかいぼうかん）は、日本海軍の海防艦。第二号型海防艦（丁型海防艦）。
第186号海防艦は、太平洋戦争末期の1945年（昭和20年）2月15日、三菱重工業長崎造船所において竣工。佐世保鎮守府籍、呉防備隊に編入。佐伯湾に廻航され、対潜訓練隊において対潜訓練に従事した。
1945年3月27日、佐世保鎮守府部隊に編入され、翌日に大島輸送隊に編入。同年3月31日、第17号輸送艦（特殊潜航艇2隻積載）、第145号輸送艦・第146号輸送艦（機銃隊員、機銃、車両等積載）を第17号駆潜艇、第49号駆潜艇と共に護衛し、佐世保を出航、奄美大島に向かう。4月1日、種子島付近西方において敵機PBY飛行艇の接触を受け、警戒を厳にしつつ航行を続けた。同日夜、午後8時40分、大島海峡航行中、本艦は敵機の攻撃を受け対空戦闘に入ったが、損害軽微であった。
同年4月2日、午前2時頃、本艦を含む大島輸送隊は目的地瀬相湾（加計呂麻島北東岸、古仁屋港の対岸）に到着して投錨すると、各輸送艦は直ちに揚陸を開始した。しかし、第17号輸送艦が特殊潜航艇を降ろし終わった直後の午前6時50分、敵艦載機（グラマン）延べ200機が来襲、急降下銃爆撃の反復攻撃を行う。本艦は砲術長竺覚盛少尉の指揮のもと高角砲、機銃群により応戦、激しい戦闘となった。敵爆弾2個を被弾、両舷の25ミリ連装高角機関砲大破、竺少尉以下53名が戦死、戦傷者多数の損害を受けた。本艦の戦果は撃墜3機、撃破6機であった。艦は損傷部より浸水して機関室では火災が発生、消火・排水作業不能となり、艦尾より沈没した。